# Aspicilia obscura
Aspicilia obscura är en lavart som först beskrevs av H.Magn., och fick sitt nu gällande namn av Theodor Müller. Aspicilia obscura ingår i släktet Aspicilia, och familjen Megasporaceae. Arten är reproducerande i Sverige.